# FG-42
FG-42 (нем. Fallschirmjägergewehr 42 — винтовка парашютиста образца 1942 года) — немецкий автомат времён Второй мировой войны. 
Винтовка парашютиста, образца 1942 года, разрабатывалась специально для десантников, а также поступала в части Войск отрядов охраны (Ваффен-СС).

## История
Необходимость вооружения Воздушно-десантных сил вермахта (нем. Fallschirmjäger, от Fallschirm — «парашют» и Jäger — «охотник», «егерь») лёгким автоматическим оружием с большой дальностью стрельбы стала очевидна после десантной операции «Меркурий» по захвату острова Крит в мае 1941 года по причине значительных потерь, понесённых 7-й авиационной дивизией. Причиной тяжелых потерь немецких десантников стала конструкция парашютов, позволявшая десантникам иметь при себе только пистолеты Р.08 и Р.38 и пистолеты-пулемёты МР.38/МР.40, а остальное вооружение и боеприпасы десантировались в отдельных контейнерах, которые солдаты должны были отыскать в течение 80 секунд после приземления. Проанализировав причины потерь, управление вооружений люфтваффе выдало ТТЗ на разработку лёгкого и одновременно мощного оружия для десантников.
В одном оружии объединены ручной штуцер с пистолетной рукояткой, пистолет-пулемет, винтовка и ручной пулемет, причём вес образца равен весу винтовки 98k.генерал-майор люфтваффе Курт Штудент
Требования к новой винтовке заключались в следующем:
- использование патрона 7,92×57 мм;
- небольшие габариты и масса;
- возможность выбора вида огня;
- возможность использования в виде снайперского оружия;
- стрельба одиночными при закрытом затворе (для увеличения точности стрельбы);
- непрерывный огонь с открытого затвора;
- крепление глушителей.

Противоречащие друг другу требования стали причиной, по которой HWaA (управление вооружений вермахта) отказалось от выполнения проекта, поэтому он выполнялся управлением вооружений люфтваффе самостоятельно (вместе с разработкой новых парашютов). Первый опытный образец винтовки (FG-42 тип «С») был представлен в апреле 1942 года, и после проведения в апреле — июне 1942 испытаний под эгидой ВВС было запланировано производство 3000 винтовок. Однако этому помешало HWaA, распорядившееся о проведении дополнительных независимых от люфтваффе испытаний, в ходе которых были выявлены определённые недостатки. Для их устранения винтовка подверглась серьёзной модернизации, в ходе которой появились варианты типа «Е» и «F».
12 мая 1943 года состоялась высадка десантников люфтваффе на занятый англичанами Родос, в ходе которой впервые применялась FG-42 (тип D в количестве 50 штук), проявившая себя с самой лучшей стороны, однако первая промышленная партия FG-42 тип «G» пошла в производство только в августе 1944 года после освобождения Бенито Муссолини десантниками под командованием Отто Скорцени, вооружёнными новой винтовкой. Вся операция продолжалась не более четырёх минут и прошла без единого выстрела ввиду нежелания итальянских солдат сражаться, а участвовавшие в ней немецкие парашютисты были вооружены помимо пистолетов и пистолетов-пулемётов новейшими автоматическими винтовками FG-42. В результате отношение к новинке резко стало положительным. Производство было налажено на мощностях фирмы Krieghoff, поскольку Rheinmetall-Borsig была перегружена другими заказами.
Небольшое количество произведённых винтовок послужило причиной эпизодичности боевого применения FG-42. Наиболее известные эпизоды:
- операция «Ход конём» (25 мая 1944 года),
- операция «Нептун»,
- Арденнская операция (1945).

Автоматические винтовки FG-42 производства фирмы Krieghoff поставлялись в наиболее горячие участки фронта. Некоторыми экземплярами FG-42 были вооружены наиболее опытные бойцы Войск СС, и Вермахта на Восточном фронте (в первую очередь снайперы, диверсанты, десантники и горные стрелки), помимо этого данное оружие весьма активно использовалось защищавшими Берлин в мае 1945 года: советские войска захватили в качестве трофеев 180-200 экземпляров в ходе Берлинской битвы, большинство из которых были оснащены оптическими прицелами. После войны различные элементы конструкции, наработки и концепция FG-42 использовались в различных странах мира, к примеру при разработке британской штурмовой винтовки EM-2 и американского пулемёта M60.
Главным преимуществом FG-42 являлась высокая эффективность огня, как на коротких, так и на больших – вплоть до 500 метров – дистанциях при превосходной маневренности за счёт небольшой общей длины и приемлемого веса (4,5-5,0 кг). Вместе с тем, винтовка оказалась исключительно сложной конструктивно и чрезвычайно дорогой в производстве, что вместе с затягиванием налаживания производства стало причиной весьма малого – до 10-12 тысяч единиц – количества выпущенных экземпляров.

## Описание

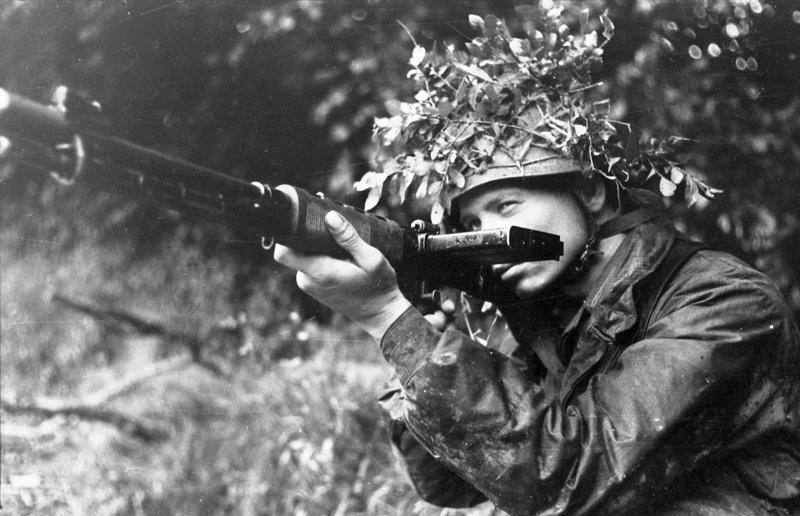
Немецкий парашютист с винтовкой FG-42 во Франции (1944)

Ударный механизм — ударникового типа, работающий от возвратно-боевой и дополнительной боевой пружины. Флажок переводчика-предохранителя флажкового типа расположен с левой стороны, вращается на 180 градусов и имеет три положения — предохранитель, одиночный и автоматический огонь. Уникальной особенностью данного оружия является способ произведения выстрела, в зависимости от режима огня. Одиночные выстрелы производились при запертом патроннике (стрельба с переднего шептала), аналогично самозарядным винтовкам, а автоматическая стрельба велась при открытом патроннике (стрельба с заднего шептала), аналогично пулемётам и пистолетам-пулемётам первого поколения.
Компоновка оружия (расположение ствола, затвора и приклада на одной оси) вкупе с мощным дульным тормозом позволила значительно снизить отдачу и подброс ствола при стрельбе, но в то же время потребовала увеличить высоту расположения прицельного приспособления. Для решения этой проблемы FG-42 снабдили компактным откидным прицельным приспособлением (мушка и диоптрический целик). Также винтовка могла использовать оптический прицел Gw.ZF.42, приближающий её характеристики к штатным снайперским винтовкам. Магазины крепятся с левой стороны ствольной коробки. Использование перепрессовки гильз в патроннике (в районе дульца гильзы выбран «лишний» металл) сопровождалось трещинами на дульце стреляных гильз из стали — отличительная особенность именно этого уникального оружия. Таким образом гасилась избыточная энергия патрона. Латунные гильзы при перепрессовке целостности не теряли.
Варианты снайперской винтовки или автоматической винтовки FG.42 снабжались лёгкими штампованными сошками, в сложенном виде образовывавшими подобие цевья. В приливе крепления сошек располагается игольчатый четырехгранный штык. Пламегаситель (дульный тормоз) закреплен посредством резьбы на конце ствола, его можно снять и установить глушитель либо устройство для стрельбы надкалиберными боеприпасами: специально для FG.42 был разработан 30-мм ружейный гранатомет 2-го образца «cm Gewehrgranatengerat-2», благодаря которому стала возможной стрельба ружейными осколочными и противотанковыми кумулятивными гранатами на дальность до 250 м.
Отличия FG-42 тип «Е» и «F» от предшественника:
- более тяжёлый затвор с увеличенным ходом, снизивший темп стрельбы с 900 до 750 выстр./мин;
- изменение угла наклона пистолетной рукоятки и замена штампованного приклада на деревянный, улучшившие управление огнём;
- съёмная коробка спускового механизма;
- разделённые предохранитель и переводчик режимов огня;
- модифицированный дульный тормоз-компенсатор;
- четырехпозиционный газовый регулятор;
- новый отражатель;
- удлинённая возвратная пружина, снизившая отдачу;
- упрощение технологии изготовления некоторых деталей;
- автоматическое закрытие экстракционного окна;
- специальная планка, направляющая стреляные гильзы от стрелка;
- кронштейны и планки для крепления оптических прицелов;
- буферное устройство в прикладе, снижающее отдачу и повышающее точность стрельбы.